# 十二運
十二運とは、五行ないし十干が十二支によってその強さを変化させることの指標である。
長生、沐浴、冠帯、臨官（建禄）、帝旺、衰、病、死、墓、絶、胎、養、の12から構成されている。つまり人の一生になぞらえて、五行や十干の強さの変化をしめしたものである。本家の中国台湾では生旺墓絶ともいう。中国占術全般で広く使用されている。算命学では十二大従星に当たり、算命学の天貴星が長生、天恍星が沐浴、天南星が冠帯、天禄星が建禄、天将星が帝旺、天堂星が衰、天胡星が病、天極星が死、天庫星が墓、天馳星が絶、天報星が胎、天印星が養に該当する。

## 十二運の背景
元々は四季の五行（春の木行、夏の火行、秋の金行、冬の水行）が1年12ヶ月の中でどのように強さが変化するかをしめすものであった。十二運の成り立ちを知るためには、十二支の三合局について知る必要がある。十二支の三合局とは、以下の十二支の中の3つのが一組となることである。
- 亥－卯－未　木局
- 寅－午－戌　火局
- 巳－酉－丑　金局
- 申－子－辰　水局

各三合局の孟支が五行の長生、仲支が帝旺、季支が墓となる。例えば木行の長生は亥で、木行は亥月に生まれて、卯月に強さの頂点を極めて、未月に墓に入る程弱くなるとする。なお十二支を円形に並べると三合局となる十二支は正三角形を構成する。
十干の十二運は、五行の十二運よりも少し複雑な陽生陰死の十二運が使用されることが多い。これは陽干の場合は五行の十二運と同じだが、陰干の場合は五行の長生の十二支に十二運の死をおいて、十二支とは逆順に十二運を配置していくものである。
十二運はその原理上土行の十二運が存在しないが、占う上で土行の十二運を必要とすることがある。そこで他の五行の十二運に間借りするような形で土行の十二運が決められている。よく使用されているのは、
- 水土長生
- 火土同根

である。水土長生とは、五行の中で最後に出現した土行の十二運を最初に出現した水行の十二運に従わせるものである。これは断易（五行易）で使用されている。他には納音五行の十二運で水土長生が使用されている。火土同根とは、土行を生じる火行の十二運に土行の十二運を従わせるものである。これは四柱推命を始めとする多くの占術で使用されている。特に臨官（建禄）の十二運は、禄として独自の吉神凶殺を構成することがある。例えば紫微斗数の禄存は年干から見た禄である。
四柱推命では、心理学者でもあった増永篤彦が日干から日支にひいた十二運とある種の性格分類に相関があるとの研究を行った。増永はその研究を基に新推命学を提唱した。

## 十二運の実際
生年月日時のうち甲の日に生まれた人は地支に
- 酉があれば胎：母親の胎内で人が神秘的な形成を迎えている。自分では為す術がない。
- 戌があれば養：母体内で養われ大きく成長する姿。
- 亥があれば長生：この世に産声を上げて誕生するがなお保育を必要としている。
- 子があれば沐浴：生まれた人が社会に適用するための初歩的な訓練を行う様子。時に懢堕昏迷で取り乱すこともある。
- 丑があれば冠帯：成人して威儀を正し何とか自立しようとする様子。妙に背伸びした感じである。
- 寅があれば建禄：漸く実力もついて働き盛りの時。自立心も負けん気も旺盛。独立独歩の気風。
- 卯があれば帝旺：才能発揮の頂点。自尊心もあるが未練たらたら。孤独感と他の者の追撃におびえている。人生では50代の分別盛り。政治分野では60代。
- 辰があれば衰：初老期に入り敢えて無理を犯さない用心深さ。識見は円熟の境地でもどこか活動を抑えている感じ。
- 巳があれば病:だんだん体力も衰えてくる。死は未だ先でも明らかに死病が現れる。
- 午があれば死:文字通り死の時。故人の遺徳を称え顕彰する姿。
- 未があれば墓：もう墓の中に入り人としての評価も決まっている。動くことはない。
- 申があれば絶：故人の霊が体から分かれ宙にあると考えられる状態。最弱。

以上12の地支との関係が発生する。もちろんこれは言葉の原義でしかない。丙の場合は午が帝旺、庚の場合は酉が帝旺、壬の場合は子が帝旺におのおの該当する。(周期性はまったく同一)
- また乙の日に生まれた場合は子を病、丑を衰、寅を帝旺、卯を建禄、辰を冠帯、巳を沐浴、午を長生、未を養、申を胎、酉を絶、戌を墓、亥を死としている。すなわち同じ木気に属する甲とは逆の循環である。

なおこの陰干の十二運にも異論があり、乙であれば甲、丁であれば丙(あとの己と戊、辛と庚、癸と壬も同様）に同じように強弱が決められるとする立場も多い。(武田考玄はじめ進歩的な推命家の判断)
- 更に戊己の土にはこうした十二運はないとされている。

戊と丙とを同視して戊日が午に帝旺となるとする判断もあるが、本来土は生旺墓絶はなく四季に分散している。ただ土用の時期には建禄・帝旺に準ずるとしても不合理ではない。

## 十二運表
|    | 胎 | 養 | 長生 | 沐浴 | 冠帯 | 建禄 | 帝旺 | 衰 | 病 | 死 | 墓 | 絶 |
| -- | -- | -- | ---- | ---- | ---- | ---- | ---- | -- | -- | -- | -- | -- |
| 甲 | 酉 | 戌 | 亥   | 子   | 丑   | 寅   | 卯   | 辰 | 巳 | 午 | 未 | 申 |
| 乙 | 申 | 未 | 午   | 巳   | 辰   | 卯   | 寅   | 丑 | 子 | 亥 | 戌 | 酉 |
| 丙 | 子 | 丑 | 寅   | 卯   | 辰   | 巳   | 午   | 未 | 申 | 酉 | 戌 | 亥 |
| 丁 | 亥 | 戌 | 酉   | 申   | 未   | 午   | 巳   | 辰 | 卯 | 寅 | 丑 | 子 |
| 戊 | 子 | 丑 | 寅   | 卯   | 辰   | 巳   | 午   | 未 | 申 | 酉 | 戌 | 亥 |
| 己 | 亥 | 戌 | 酉   | 申   | 未   | 午   | 巳   | 辰 | 卯 | 寅 | 丑 | 子 |
| 庚 | 卯 | 辰 | 巳   | 午   | 未   | 申   | 酉   | 戌 | 亥 | 子 | 丑 | 寅 |
| 辛 | 寅 | 丑 | 子   | 亥   | 戌   | 酉   | 申   | 未 | 午 | 巳 | 辰 | 卯 |
| 壬 | 午 | 未 | 申   | 酉   | 戌   | 亥   | 子   | 丑 | 寅 | 卯 | 辰 | 巳 |
| 癸 | 巳 | 辰 | 卯   | 寅   | 丑   | 子   | 亥   | 戌 | 酉 | 申 | 未 | 午 |

## 十二運の応用
- 日干と日支との関係。

概して帝旺・建禄・冠帯になると運勢が強く、女性は男勝りとなり夫との間で争いになりやすい。子丑空亡である六星占術の水星人は日干と日支の関係が帝旺・建禄・冠帯のいずれかに該当し家庭運の薄い初代運である事と関連する。また干支では丙午が帝旺、庚申が建禄にあたり干支の迷信も運の強さに関連する。
- 食神と時支との関係。(もちろん子女を表すのは食神に限らない。他の通変でもそれが子女を表せば同様に扱う)

帝旺・建禄に当たると子供の数は多い。絶などでは一人がせいぜい。
- 用神との関係(重要)

用神は生年月日時の干支の組み合わせの中で全体の中庸を取る役目を果たす陰陽五行のこと。用神の天干が大運・流年の地支について一定の関係にあると事象にも変化が生じる。
- 用神が長生の時期は創業自立によくまたそれにふさわしい事象が発生する。
- 用神が建禄・帝旺の時期は事業の発達、肉親の増加など身内の喜びがある。
- 用神が衰・病・死・墓の時期は身辺の危険、環境の悪化を誘起する。
- 用神が沐浴の時期は昏迷転覆といった結果になる。
- 用神が養・冠帯の時期は平穏である。

なお六星占術は十二運における運気の循環を参考にしている。生日における空亡を求め、それを墓・絶に対応させ逆算して運気の流れを導く。①種子=胎、②緑生=養、③立花=長生、④健弱=沐浴、⑤達成=冠帯、⑥乱気=建禄、⑦再会=帝旺、⑧財成=衰、⑨安定=病、⑩陰影=死、⑪停止=墓、⑫減退=絶。